# Буасс, Филипп
Фили́пп Буа́сс (фр. Philippe Boisse; 18 марта 1955, Нёйи-сюр-Сен, Франция) — французский фехтовальщик на шпагах, двукратный олимпийский чемпион, трёхкратный чемпион мира, многократный чемпион Франции, победитель Средиземноморских игр.
Дебютировал на Олимпийских играх в Монреале в 1976 году в возрасте 21 года, но ни в личном, ни в командном первенстве медалей не завоевал. Через 4 года на Олимпиаде в Москве в составе сборной Франции выиграл командный турнир шпажистов. В 1984 году на Играх в Лос-Анджелесе Филипп первенствовал в личном турнире шпажистов, став первым французом выигравшим олимпийское золото в этой дисциплине с 1928 года (в финале Буасс победил шведа Бьёрне Веггё). В командном первенстве в Лос-Анджелесе сборная Франции заняла второе место после команды ФРГ.
На чемпионатах мира Филипп выигрывал золото в командном первенстве в 1982 году в Риме и в 1983 году в Вене, а в 1985 году в Барселоне победил в личном турнире шпажистов (в финале Буасс оказался сильнее Ярослава Юрки из Чехословакии).
В 2008 году выставлял свою кандидатуру на пост президента Федерации фехтования Франции, но на выборах победил действующий президент федерации олимпийский чемпион 1980 года по фехтованию на рапирах Фредерик Петрушка.
Сын Филиппа Эрик Буасс (род. 14 марта 1980 года) также стал фехтовальщиком на шпагах и выиграл в 2004 году в Афинах олимпийское золото в составе команды Франции, а также трижды становился чемпионом мира в командном первенстве.